# Purachet Thodsanit
Purachet Thodsanit (Bangkok, 9 de mayo de 2001) es un futbolista tailandés que juega en la demarcación de extremo para el Muangthong United FC de la Liga de Tailandia.

## Selección nacional
Hizo su debut con la selección de fútbol de Tailandia el 12 de octubre de 2023 en un partido amistoso contra Georgia que finalizó con un resultado de 8-0 a favor del combinado georgiano tras los goles de Luka Lochoshvili, Khvicha Kvaratskhelia, un doblete de Zuriko Davitashvili y cuatro goles de Georges Mikautadze.

## Clubes
| Club                             | País      | Año   | Partidos | Goles |
| -------------------------------- | --------- | ----- | -------- | ----- |
| Bang Pa-in Ayutthaya FC (cedido) | Tailandia | 2021  | 11       | 2     |
| Muangthong United FC             | Tailandia | 2021- | 57       | 5     |